# Grand Bay-Westfield
Grand Bay-Westfield es un pueblo canadiense situado en la provincia de Nuevo Brunswick.

## Superficie
Grand Bay-Westfield tiene una superficie de 59,82 km².

## Demografía
En 2021, tenía 4967 habitantes, una densidad poblacional de 83 hab./km², y 2031 viviendas.